# Consulat général du Sénégal à Bordeaux
Le consulat général du Sénégal à Bordeaux est une représentation consulaire de la République du Sénégal en France. Il est situé 9 place des cèdres 33000, à Bordeaux, en Nouvelle-Aquitaine.